# Старосілля (Бериславський район)
Старосі́лля — село в Україні, у Великоолександрівській селищній громаді Бериславського району Херсонської області. Населення становить приблизно 677 осіб.
Село було тимчасово окуповане в ході російського вторгнення в Україну на початку березня 2022 року, у жовтні 2022 року деокуповано підрозділами Збройних сил України.

## Географія
На північній околиці села річка Яр Глибока Кобильня впадає у річку Інгулець.

## Населення

### Мовний склад
Рідна мова населення за даними перепису 2001 року:
| Мова       | Чисельність, осіб | Доля     |
| ---------- | ----------------- | -------- |
| Українська | 656               | 96,90 %  |
| Російська  | 19                | 2,81 %   |
| Інше       | 2                 | 0,29 %   |
| Разом      | 677               | 100,00 % |

## Історія
Село Старосілля засноване у 1812 році державними селянами з Могильовської губернії.
Згідно історичних джерел зазначене переселення з Могильовської до Херсонської губернії не було добровільним для селян та пов'язане з військовою реформою в Російській імперії.
Влітку 1810 року для пошуку місць під військові поселення був відряджений генерал Лавров. Він обрав казенне Бобилецьке староство Климовицького повіту Могильовської губернії.
10 листопада 1810 року був виданий указ щодо поселення запасного батальйону Єлецького мушкетерського полку до Бобилецького староства Климовицького повіту Могильовської губернії. При цьому, було прийнято рішення виселити мешканців Бобилецького староства (667 родин, які включали 2033 ревізькі душі та мешкали у 18 селах) на Південь України. Цю операцію планували здійснити до весни 1811 року, але через погану підготовку та відсутність достатньої кількості коштів, зробити у запланований термін не змогли. Всі питання переселення селян координував голова департаменту військових справ Державної ради Російської імперії, начальник військових поселень Олексій Аракчеєв.
Рішення щодо організації військового поселення в Бобилецькому старостві трималося в таємниці близько двох років. Наприкінці 1811 року міністр внутрішніх справ Козодавльов вказував могильовському губернатору, щоб той при складанні відомостей про становище селян Бобилецького староства «для попередження якого-небудь з їх боку безладу, аж ніяк… про це не робив розголос до отримання дозволу».
У квітні 1812 року 667 родин, тобто близько 4 тисяч селян обох статей, були виселені на Південь України. За свідченням французького посла в Петербурзі графа Ноайля «це переселення було здійснено з такою швидкістю, що ці нещасні селянські обивателі мали не більше 24 годин, щоб підготуватися до довгої подорожі». У результаті селяни залишилися без частини худоби, а також значної кількості майна.
Дорогою загинуло багато людей, переважно селян похилого віку, малолітніх дітей, вагітних жінок та хворих. «Лише вельми небагатьом вдалося досягнути до місця свого призначення, — повідомляє Брадке. — Я забув справжню цифру загиблих, але вона була жахлива». Ноайль в донесеннях писав, що загинула третина всіх переселених[7]. Будинки ж селян зайняв батальйон солдат Єлецького полку. Таким чином, засновники села Старосілля до 1812 року мешкали в одному з 18 сіл Бобилецького староства Климовицького повіту Могильовської губернії, селяни яких рішенням царської влади примусово були виселені на Південь України (в знайдених джерелах мають загальну назву «бобилецьких селян»).
Напевно вони проживали в селі Старосілля Бобилецького староства Климовицького повіту Могильовської губернії (нині село Старосілля входить до Лобковицької сільської ради Кричевського району Могильовської області Білорусі), мешканці якого у 1812 році були виселені у Херсонську губернію, де й заснували однойменне село. Підтвердженням цього є той факт, що аналогічно у 1812 році колишні мешканці сіл Снігурівка, Засілля, Явкине того ж Бобилецького староства Климовицького повіту Могильовської губернії, засновуючи в Херсонській губернії нові села, надали їм назву своїх рідних сіл.
За своїм соціальним статусом всі мешканці села Старосілля були державними селянами. Сповідували греко-католицьку віру до 30 листопада (12 грудня за новим стилем) 1819 року, коли всією громадою села перейшли до православ'я.
Сповідування греко-католицької віри було обумовлено тим, що в 1601 році все православне духовенство Мстиславського воєводства перейшло в унію. А на час останнього поділу Речі Посполитої у 1795 році в Білорусі загалом греко-католики складали близько 70 %, римо-католики  — 15 %, а православні — лише 6 % населення краю.
З 30 листопада (12 грудня за новим стилем) 1819 року мешканці с. Старосілля стали належати до православної парафії церкви Святого Миколая (с. Велика Олександрівка).
При переселенні на новому місці державні селяни мали отримати 15 десятин землі на ревізьку душу. Разом з тим нерозмежованість і нестача земель за 15-десятинною пропорцією ставали причинами численних конфліктів та суперечок між державними селянами і поміщиками щодо незаконності захоплення земельних володінь. Так, у грудні 1815 року бобилецькі селяни скаржилися на значні утиски від сусідніх поміщиків та інших власників через нерозмежованість земель.
У 1859 року в селі Старосілля налічувалось 80 дворів, у яких мешкало 522 мешканців, у тому числі 253 чоловіків та 269 жінок.
У 1887 році у Старосіллі вже налічувалось 353 двори, у тому числі 350 дворів державних селян, 1 двір привілейованого стану, 1 двір міщан та 1 двір євреїв. Дворів колишніх кріпосних селян, південних поселян, німців, десятинщиків та чиншовиків у Старосіллі не було. Село налічувало 1397 жителів, з яких 653 чоловіків і 744 жінок.
Станом на 1887 рік в селі Старосілля вже була побудована православна церква, церковнопарафіяльну школу з 48 учнями та жодного іншого громадського закладу. В Старосіллі було 2 торгових та 19 промислових закладів. Жителі села мали 414 коней, 120 робочих волів, 566 голів іншого рогатого скоту, 596 свиней, 2074 овець.

### У Незалежній Україні
12 червня 2020 року, відповідно до розпорядження Кабінету Міністрів України № 726-р «Про визначення адміністративних центрів та затвердження територій територіальних громад Херсонської області», Великоолександрівська селищна рада об'єднана з Великоолександрівською селищною громадою.
19 липня 2020 року, в результаті адміністративно-територіальної реформи та ліквідації Великоолександрівського району, село увійшло до складу Бериславського району.

### Російське вторгнення в Україну (з 2022)
Під час російського вторгнення в Україну, з 12 на 13 березня 2022 року село було тимчасово окуповано російськими загарбниками. 31 травня було підтверджено визволення села українськими військовими. 17 червня село повторно було окуповано російськими окупантами.
4 жовтня 2022 року в ході херсонського контрнаступу силами 35-ї окремої бригади морської піхоти ЗСУ село визволене від російських загарбників, а над ним замайорів прапор України.

## Церква святого Миколая
В центрі села височіє величний храм Святого Миколая Мирлікійського. Храм зведений у 1888 році за проєктом Костянтина Тона — основоположника російсько-візантійського стилю. Цей новий напрямок в архітектурі базувався на культовому зодчестві Візантії та Київської Русі. У середині ХХ століття, за часів більшовицького панування, дзвіниця храму була розібрана. Церква стала складом, проте пережила війну. Тривалий час церкву ніхто не реконструйовув. Старосільський храм, навіть зі зруйнованою дзвіницею і понівеченими фасадами, відрізняється своєю монументальністю.